# 自强苗族乡
自强苗族乡是中华人民共和国贵州省毕节市织金县下辖的一个民族乡。

## 行政区划
自强苗族乡下辖以下村级行政区划单位：
自强村、堰塘村、二平村、坡头村、菜坝村、大冲村、化落村、山口村、支东村、寨脚村和桥上村。